# Gryon fasciatum
Gryon fasciatum är en stekelart som först beskrevs av Hermann Priesner 1951.  Gryon fasciatum ingår i släktet Gryon och familjen Scelionidae. Inga underarter finns listade i Catalogue of Life.